# Tiểu thuyết tâm lý
Tiểu thuyết tâm lý (tiếng Pháp: roman psychologique, tiếng Anh: psychological novel) là tiểu thuyết miêu tả các trạng thái tâm lý, xây dựng thế giới nội tâm của con người, đặc biệt nhấn mạnh tới động cơ, hoàn cảnh và cốt truyện nội tại. Cốt truyện nội tại thường dựa trên cơ sở cốt truyện ngoại tại, nhưng lại thúc đẩy cốt truyện ngoại tại phát triển.
Tiểu thuyết tâm lý bất mãn với việc miêu tả sự việc bên ngoài, muốn đi sâu khám phá nguyên nhân bên trong. Đối với loại tiểu thuyết này, việc xây dựng tính cách nhân vật đóng vai trò cực kỳ quan trọng.
Cội nguồn của tiểu thuyết này là cách các nhà viết kịch lấy tính cách nhân vật mà giải thích hành động của họ. Ở Anh G. Sô-xơ là người đầu tiên viết tiểu thuyết tâm lý bằng văn vần. Ham-lét của Sếch-xpia là vở kịch tâm lý. Tiểu thuyết tâm lý nhằm giải thích những hiện tượng tinh thần mà mắt thường không nhìn thấy được.
Các nhà tiểu thuyết tâm lý Anh xuất hiện từ giữa thế kỷ XIX có thể kể S. Đích-kenx, U. Thác-cơ-rây. Các nhà tiểu thuyết tâm lý Pháp xuất hiện cũng rất sớm, tính từ các “truyện hoa hồng” kể về những cảm xúc tình yêu, từ nảy sinh, phát triển, đau khổ, vui sướng.
Tiểu thuyết Công chúa Cơ-le-vơ của bà La-phay-ét (1634 – 1693) trong đó tâm lý con người được bộc lộ sắc nét hơn qua sự quan sát bên ngoài hay tự thổ lộ của đương sự. Rút-xô trong các tác phẩm Lời sám hối, Nàng Ê-lô-i-dơ mới, Sô-đơ-lát đơ La-cơ-lốt (1741 – 1803) trong tác phẩm Mối quan hệ nguy hiểm tỏ ra là nhà tâm lý học tài tình.
Các nhà văn Anh như Ha-đai, Côn-rát hứng thú với động cơ nội tâm và tác động của hoạt động nội tâm nhân vật. H. Giêm-xơ chú ý xây dựng thế giới nội tâm của nhân vật, chú trọng miêu tả phản ứng tâm lý của nhân vật đối với ngoại giới, là người sáng tạo ra tiểu thuyết tâm lý hiện đại.
Nhà tiểu thuyết Pháp M. Pru-xtơ đưa ra một phương pháp phân tích tâm lý mới: nắm bắt các kết cục của đời sống, tâm lý, khắc họa các khoảnh khắc quan trọng như ký ức, hồi ức, các trạng thái tiềm thức, vô thức, các giấc mơ. Các nhà văn Gi. Giôi-xơ và U. Phốc-nơ lại sáng tạo dạng tiểu thuyết tâm lý dựa trên cơ sở độc thoại nội tâm. Tiểu thuyết tâm lý là một dòng tiểu thuyết có ảnh hưởng của thế kỷ XX.